# Điền kinh tại Thế vận hội Mùa hè 2020 – Nội dung 400m vượt rào Nữ
Nội dung 400 mét vượt rào nữ tại Thế vận hội Mùa hè 2020 dự kiến diễn ra từ ngày 31 tháng 7 đến ngày 4 tháng 8 năm 2021 tại Sân vận động Quốc gia Nhật Bản. Có 40 vận động viên từ 26 quốc gia tham dự nội dung này. Cả hai vận động viên về nhất (Sydney McLaughlin và Dalilah Muhammad) đều phá kỉ lục thế giới của nội dung này.
Việt Nam chỉ có 1 vận đông viên thi đấu là Quách Thị Lan. Cô cũng là vận động viên duy nhất tham dự môn điền kinh của Việt Nam.
Đây sẽ là lần xuất hiện thứ 10 của nội dung này kể từ kỳ Thế vận hội năm 1984.

## Vòng loại
Một Ủy ban Olympic Quốc gia (NOC) có thể chọn tối đa 3 vận động viên đủ điều kiện trong nội dung 400 m vượt rào nữ nếu tất cả các vận động viên đều đáp ứng tiêu chuẩn đầu vào hoặc đủ điều kiện bằng cách xếp hạng trong thời gian vòng loại. (Giới hạn 3 vận động viên đã được áp dụng kể từ Đại hội Olympic năm 1930.) Tiêu chuẩn vòng loại là 55,40 giây. Tiêu chuẩn này được "đặt ra cho các vận động viên đủ điều kiện có thành tích tốt nhưng không thể vượt qua thứ hạng chuẩn trên Bảng Xếp hạng Thế giới của IAAF." Bảng xếp hạng thế giới, dựa trên mức trung bình của năm kết quả tốt nhất của vận động viên trong suốt thời gian vòng loại và được tính theo mức độ quan trọng của cuộc thi, sau đó sẽ được sử dụng để xét các vận động viên đủ điều kiện cho đến khi đạt đến giới hạn 40 vận đông viên.
Thời gian vòng loại ban đầu là từ ngày 1 tháng 5 năm 2019 đến ngày 29 tháng 6 năm 2020. Do đại dịch COVID-19, thời gian bị tạm dừng từ ngày 6 tháng 4 năm 2020 đến ngày 30 tháng 11 năm 2020, với ngày kết thúc kéo dài đến ngày 29 tháng 6 năm 2021. Ngày bắt đầu của kỳ xếp hạng thế giới cũng được thay đổi từ ngày 1 tháng 5 năm 2019 thành ngày 30 tháng 6 năm 2020; các vận động viên đã đạt tiêu chuẩn vòng loại trong thời gian đó vẫn đủ tiêu chuẩn, nhưng những vận động viên sử dụng bảng xếp hạng thế giới sẽ không được tính thành tích trong thời gian đó. Các tiêu chuẩn thời gian đủ điều kiện có thể đạt được trong các cuộc thi khác nhau trong khoảng thời gian nhất định có sự chấp thuận của IAAF. Cả hai cuộc thi trong nhà và ngoài trời đều đủ điều kiện. Các chức vô địch khu vực gần đây nhất có thể được tính vào bảng xếp hạng, ngay cả khi không phải trong thời gian diễn ra vòng loại.
Mỗi NOC cũng có thể chỉ định một vận động viên nữ tham dự 400 mét vượt rào bất kể thời gian nếu quốc gia của họ không có vận động viên nữ nào đáp ứng tiêu chuẩn đầu vào cho một sự kiện điền kinh.

### Các vận động viên tham dự
| Vận động viên       | Quốc gia           | Kỉ lục cá nhân (PB) (giây) | Kỉ lục mùa giải (SB) (giây) | Xếp hạng thế giới |
| ------------------- | ------------------ | -------------------------- | --------------------------- | ----------------- |
| Sydney McLaughlin   | Hoa Kỳ             | 51,90                      | 51,90                       | 1                 |
| Dalilah Muhammad    | Hoa Kỳ             | 52,16                      | 52,42                       | 2                 |
| Femke Bol           | Hà Lan             | 52,37                      | 52,37                       | 3                 |
| Anna Ryzhykova      | Ukraina            | 52,96                      | 52,96                       | 6                 |
| Lea Sprunger        | Thụy Sĩ            | 54,06                      | 55,16                       | 8                 |
| Janieve Russell     | Jamaica            | 53,46                      | 53,68                       | 10                |
| Sage Watson         | Canada             | 54,32                      | 55,46                       | 11                |
| Viktoriya Tkachuck  | Ukraina            | 54,02                      | 54,02                       | 12                |
| Amalie Iuel         | Na Uy              | 54,72                      | 55,04                       | 13                |
| Jessica Turner      | Anh Quốc           | 54,77                      | 54,77                       | 14                |
| Leah Nugent         | Jamaica            | 54,45                      | 54,98                       | 15                |
| Meghan Beesley      | Anh Quốc           | 54,52                      | 55,80                       | 16                |
| Carolina Krafzik    | Đức                | 54,89                      | 54,89                       | 17                |
| Sara Slott Petersen | Đan Mạch           | 53,55                      | 55,21                       | 18                |
| Emma Zapletalová    | Slovakia           | 54,28                      | 54,28                       | 19                |
| Jessie Knight       | Anh Quốc           | 54,69                      | 54,69                       | 20                |
| Wenda Nel           | Nam Phi            | 54,37                      | 55,16                       | 21                |
| Zurian Hechavarría  | Cuba               | 55,00                      | 55,33                       | 22                |
| Hanne Claes         | Bỉ                 | 55,20                      | 57,28                       | 23                |
| Tia-Adana Belle     | Barbados           | 54,18                      | 56,00                       | 26                |
| Ronda Whyte         | Jamaica            | 54,29                      | 54,33                       | 27                |
| Anna Cockrell       | Hoa Kỳ             | 53,70                      | 53,70                       | 28                |
| Linda Olivieri      | Ý                  | 55,54                      | 55,54                       | 30                |
| Yadisleidis Pedroso | Ý                  | 54,54                      | 55,79                       | 31                |
| Joanna Linkiewicz   | Ba Lan             | 55,25                      | 56,32                       | 32                |
| Gianna Woodruff     | Panama             | 54,70                      | 54,70                       | 33                |
| Melissa Gonzalez    | Colombia           | 55,45                      | 55,45                       | 35                |
| Paulien Couckuyt    | Bỉ                 | 54,95                      | 54,95                       | 36                |
| Aminat Jamal        | Bahrain            | 55,12                      | 57,00                       | 38                |
| Viivi Lehikoinen    | Phần Lan           | 55,42                      | 55,42                       | 39                |
| Sarah Carli         | Úc                 | 55,09                      | 58,53                       | 40                |
| Yasmin Giger        | Thụy Sĩ            | 55,25                      | 55,25                       | 42                |
| Chayenne da Silva   | Brasil             | 55,15                      | 55,15                       | 43                |
| Eleonora Marchiando | Ý                  | 55,16                      | 55,16                       | 45                |
| Sparkle McKnight    | Trinidad và Tobago | 55,15                      | 55,62                       | 47                |
| Mariya Mykolenko    | Ukraina            | 56,25                      | 57,29                       | 49                |
| Noelle Montcalm     | Canada             | 55,81                      | 56,34                       | 50                |
| Line Kloster        | Na Uy              | 55,49                      | 55,58                       | 51                |
| Loubna Benhadja     | Algérie            | 57,39                      | 57,39                       | 177               |
| Quách Thị Lan       | Việt Nam           | 55,30                      | Không có                    | Không có          |

Nguồn: Start List Lưu trữ ngày 31 tháng 7 năm 2021 tại Wayback Machine

## Thể thức thi đấu
Sự kiện sẽ tiếp tục sử dụng thể thức hai vòng đã được sử dụng vào năm 2012.

## Kỉ lục
Trước cuộc thi này, các kỷ lục thế giới, Olympic và khu vực hiện có như sau.
| Kỷ lục thế giới | Sydney McLaughlin (USA) | 51,90 giây | Eugene, Oregon       | 27 tháng 6 năm 2021 |
| Kỷ lục Olympic  | Melaine Walker (JAM)    | 52,64 giây | Bắc Kinh, Trung Quốc | 20 tháng 8 năm 2008 |

| Khu vực                 | Thời gian (giây) | Vận động viên        | Quốc gia   |
| ----------------------- | ---------------- | -------------------- | ---------- |
| Châu Phi                | 52,90            | Nezha Bidouane       | Maroc      |
| Châu Á                  | 53,96            | Hàn Thanh            | Trung Quốc |
| Châu Á                  | 53,96            | Song Yinglan         | Trung Quốc |
| Châu Âu                 | 52,34            | Yuliya Pechonkina    | Nga        |
| Bắc, Trung Mỹ và Caribe | 51,90 WR         | Sydney McLaughlin    | Mỹ         |
| Châu Đại dương          | 53,17            | Debbie Flintoff-King | Úc         |
| Nam Mỹ                  | 55,60            | Gianna Woodruff      | Panama     |

## Lịch thi đấu
Tất cả thời gian đều là Giờ chuẩn Nhật Bản (UTC+9)
Nội dung 400 m vượt rào nữ sẽ diễn ra trong ba ngày riêng biệt.
| Ngày                              | Thời gian | Vòng      |
| --------------------------------- | --------- | --------- |
| Thứ bảy, ngày 31 tháng 7 năm 2021 | 9:00      | Vòng 1    |
| Thứ ba, ngày 2 tháng 8 năm 2021   | 19:00     | Bán kết   |
| Thứ năm, ngày 4 tháng 8 năm 2021  | 9:00      | Chung kết |

## Kết quả

### Vòng 1
4 người về đầu ở mỗi lượt (Q) và 4 người nhanh nhất ngoài top 4 tiếp theo (q) vào Bán kết.

#### Lượt 1
| Hạng | Làn | Vận động viên       | Quốc gia | Thời gian phản ứng | Thời gian | Chú thích |
| ---- | --- | ------------------- | -------- | ------------------ | --------- | --------- |
| 1    | 9   | Viktoriya Tkachuck  | Ukraina  | 0,256              | 54,80     | Q         |
| 2    | 3   | Melissa Gonzalez    | Colombia | 0,146              | 55,32     | Q, NR     |
| 3    | 7   | Anna Cockrell       | Hoa Kỳ   | 0,213              | 55,37     | Q         |
| 4    | 8   | Sage Watson         | Canada   | 0,176              | 55,54     | Q         |
| 5    | 6   | Yadisleidis Pedroso | Ý        | 0,186              | 55,57     | q, SB     |
| 6    | 5   | Amalie Iuel         | Na Uy    | 0,129              | 55,65     | q         |
| 7    | 2   | Aminat Jamal        | Bahrain  | 0,208              | 55,90     | SB        |
| 8    | 4   | Hanne Claes         | Bỉ       | 0,174              | 56,38     | SB        |

Nguồn: olympics.com Lưu trữ ngày 31 tháng 7 năm 2021 tại Wayback Machine, Results Lưu trữ ngày 31 tháng 7 năm 2021 tại Wayback Machine

#### Lượt 2
| Hạng | Làn | Vận động viên     | Quốc gia | Thời gian phản ứng | Thời gian | Chú thích |
| ---- | --- | ----------------- | -------- | ------------------ | --------- | --------- |
| 1    | 2   | Anna Ryzhykova    | Ukraina  | 0,191              | 54,56     | Q         |
| 2    | 7   | Janieve Russell   | Jamaica  | 0,159              | 54,81     | Q         |
| 3    | 9   | Paulien Couckuyt  | Bỉ       | 0,182              | 54,90     | Q, NR     |
| 4    | 8   | Linda Olivieri    | Ý        | 0,130              | 55,54     | Q, PB     |
| 5    | 6   | Viivi Lehikoinen  | Phần Lan | 0,155              | 55,67     |           |
| 6    | 3   | Noelle Montcalm   | Canada   | 0,197              | 55,85     | SB        |
| 7    | 5   | Meghan Beesley    | Anh Quốc | 0,165              | 55,91     |           |
| 8    | 4   | Chayenne da Silva | Brasil   | 0,165              | 57,55     |           |

Nguồn: olympics.com Lưu trữ ngày 30 tháng 7 năm 2021 tại Wayback Machine, Results Lưu trữ ngày 31 tháng 7 năm 2021 tại Wayback Machine

#### Lượt 3
| Hạng | Làn | Vận động viên       | Quốc gia | Thời gian phản ứng | Thời gian | Chú thích |
| ---- | --- | ------------------- | -------- | ------------------ | --------- | --------- |
| 1    | 5   | Sydney McLaughlin   | Hoa Kỳ   | 0,180              | 54,65     | Q         |
| 2    | 7   | Gianna Woodruff     | Panama   | 0,268              | 55,49     | Q         |
| 3    | 9   | Sara Slott Petersen | Đan Mạch | 0,161              | 55,52     | Q         |
| 4    | 8   | Quách Thị Lan       | Việt Nam | 0,150              | 55,71     | Q, SB     |
| 5    | 3   | Eleonora Marchiando | Ý        | 0,166              | 56,82     |           |
| 6    | 4   | Mariya Mykolenko    | Ukraina  | 0,200              | 57,86     | TR 16.5.3 |
| —    | 2   | Jessie Knight       | Anh Quốc | 0,160              | DNF       |           |
| —    | 6   | Leah Nugent         | Jamaica  | 0,240              | DQ        | TR 17.3.1 |

Nguồn: olympics.com Lưu trữ ngày 31 tháng 7 năm 2021 tại Wayback Machine, Results Lưu trữ ngày 31 tháng 7 năm 2021 tại Wayback Machine

#### Lượt 4
| Hạng | Làn | Vận động viên    | Quốc gia           | Thời gian phản ứng | Thời gian | Chú thích |
| ---- | --- | ---------------- | ------------------ | ------------------ | --------- | --------- |
| 1    | 8   | Femke Bol        | Hà Lan             | 0,194              | 54,43     | Q         |
| 2    | 7   | Tia-Adana Belle  | Barbados           | 0,166              | 55,69     | Q, SB     |
| 3    | 3   | Wenda Nel        | Nam Phi            | 0,194              | 56,06     | Q         |
| 4    | 5   | Jessica Turner   | Anh Quốc           | 0,186              | 56,83     | Q         |
| 5    | 6   | Sarah Carli      | Úc                 | 0,167              | 56,93     | SB        |
| 6    | 9   | Yasmin Giger     | Thụy Sĩ            | 0,165              | 57,03     |           |
| —    | 2   | Ronda Whyte      | Jamaica            | —                  | DQ        | TR 16.8   |
| —    | 4   | Sparkle McKnight | Trinidad và Tobago | —                  | DNS       |           |

Nguồn: olympics.com Lưu trữ ngày 31 tháng 7 năm 2021 tại Wayback Machine, Results Lưu trữ ngày 31 tháng 7 năm 2021 tại Wayback Machine

#### Lượt 5
| Hạng | Làn | Vận động viên      | Quốc gia | Thời gian phản ứng | Thời gian | Chú thích |
| ---- | --- | ------------------ | -------- | ------------------ | --------- | --------- |
| 1    | 3   | Dalilah Muhammad   | Hoa Kỳ   |                    | 53,97     | Q         |
| 2    | 5   | Carolina Krafzik   | Đức      | 0,189              | 54,72     | Q, PB     |
| 3    | 9   | Lea Sprunger       | Thụy Sĩ  | 0,186              | 54,74     | Q, SB     |
| 4    | 8   | Joanna Linkiewicz  | Ba Lan   | 0,130              | 54,93     | Q, PB     |
| 5    | 6   | Zurian Hechavarría | Cuba     | 0,181              | 54,99     | q, PB     |
| 6    | 7   | Emma Zapletalová   | Slovakia | 0,166              | 55,00     | q         |
| 7    | 2   | Line Kloster       | Na Uy    | 0,151              | 56,45     |           |
| 8    | 4   | Loubna Benhadja    | Algérie  | 0,200              | 57,19     | PB        |

Nguồn: olympics.com Lưu trữ ngày 31 tháng 7 năm 2021 tại Wayback Machine, Results Lưu trữ ngày 31 tháng 7 năm 2021 tại Wayback Machine

### Bán kết
2 người về đầu ở mỗi lượt (Q) và 2 người nhanh nhất ngoài top 2 tiếp theo (q) vào Chung kết.

#### Bán kết 1
| Hạng | Làn | Vận động viên    | Quốc gia | Thời gian phản ứng | Thời gian | Chú thích |
| ---- | --- | ---------------- | -------- | ------------------ | --------- | --------- |
| 1    | 7   | Dalilah Muhammad | Hoa Kỳ   | 0,186              | 53,30     | Q         |
| 2    | 6   | Janieve Russell  | Jamaica  | 0,151              | 54,10     | Q         |
| 3    | 5   | Paulien Couckuyt | Bỉ       | 0,164              | 54,47     | NR        |
| 4    | 4   | Carolina Krafzik | Đức      | 0,172              | 54,96     |           |
| 5    | 8   | Sage Watson      | Canada   | 0,163              | 55,51     |           |
| 6    | 3   | Quách Thị Lan    | Việt Nam | 0,188              | 56,78     |           |
| 7    | 9   | Linda Olivieri   | Ý        | 0,120              | 57,03     |           |
| 8    | 2   | Amalie Iuel      | Na Uy    | 0,121              | 57,61     |           |

Nguồn: olympics.com Lưu trữ ngày 31 tháng 7 năm 2021 tại Wayback Machine, Result Lưu trữ ngày 2 tháng 8 năm 2021 tại Wayback Machine

#### Bán kết 2
| Hạng | Làn | Vận động viên      | Quốc gia | Thời gian phản ứng | Thời gian | Chú thích |
| ---- | --- | ------------------ | -------- | ------------------ | --------- | --------- |
| 1    | 5   | Sydney McLaughlin  | Hoa Kỳ   | 0,204              | 53,03     | Q         |
| 2    | 4   | Gianna Woodruff    | Panama   | 0,207              | 54,22     | Q, NR     |
| 3    | 6   | Anna Ryzhykova     | Ukraina  | 0,162              | 54,23     | q         |
| 4    | 3   | Zurian Hechavarría | Cuba     | 0,167              | 55,21     |           |
| 5    | 9   | Joanna Linkiewicz  | Ba Lan   | 0,157              | 55,67     |           |
| 6    | 2   | Emma Zapletalová   | Slovakia | 0,136              | 55,79     |           |
| 7    | 8   | Wenda Nel          | Nam Phi  | 0,186              | 56,35     |           |
| 8    | 7   | Tia-Adana Belle    | Barbados | 0,146              | 59,26     |           |

Nguồn: olympics.com Lưu trữ ngày 31 tháng 7 năm 2021 tại Wayback Machine, Result Lưu trữ ngày 2 tháng 8 năm 2021 tại Wayback Machine

#### Bán kết 3
| Hạng | Làn | Vận động viên       | Quốc gia | Thời gian phản ứng | Thời gian | Chú thích |
| ---- | --- | ------------------- | -------- | ------------------ | --------- | --------- |
| 1    | 5   | Femke Bol           | Hà Lan   | 0,215              | 53,91     | Q         |
| 2    | 8   | Anna Cockrell       | Hoa Kỳ   | 0,174              | 54,17     | Q         |
| 3    | 7   | Viktoriya Tkachuck  | Ukraina  | 0,224              | 54,25     | q         |
| 4    | 6   | Lea Sprunger        | Thụy Sĩ  | 0,140              | 55,12     |           |
| 5    | 2   | Yadisleidis Pedroso | Ý        | 0,181              | 55,80     |           |
| 6    | 4   | Melissa Gonzalez    | Colombia | 0,185              | 57,47     |           |
| 7    | 3   | Jessica Turner      | Anh Quốc | 0,185              | 1:00,36   |           |
| —    | 9   | Sara Slott Petersen | Đan Mạch | 0,165              | DQ        | TR 22.6   |

Nguồn: olympics.com Lưu trữ ngày 1 tháng 8 năm 2021 tại Wayback Machine, Result Lưu trữ ngày 2 tháng 8 năm 2021 tại Wayback Machine

### Chung kết
| Hạng | Làn | Vận động viên      | Quốc gia | Thời gian phản ứng | Thời gian | Chú thích |
| ---- | --- | ------------------ | -------- | ------------------ | --------- | --------- |
| 1    | 4   | Sydney McLaughlin  | Hoa Kỳ   | 0,163              | 51,46     | WR        |
| 2    | 7   | Dalilah Muhammad   | Hoa Kỳ   | 0,200              | 51,58     | PB        |
| 3    | 5   | Femke Bol          | Hà Lan   | 0,165              | 52,03     | AR        |
| 4    | 6   | Janieve Russell    | Jamaica  | 0,136              | 53,08     | PB        |
| 5    | 2   | Anna Ryzhykova     | Ukraina  | 0,177              | 53,48     |           |
| 6    | 3   | Viktoriya Tkachuck | Ukraina  | 0,206              | 53,79     | PB        |
| 7    | 9   | Gianna Woodruff    | Panama   | 0,235              | 55,84     |           |
| —    | 8   | Anna Cockrell      | Hoa Kỳ   | 0,167              | DQ        | TR 17.3.1 |

Nguồn: olympics.com Lưu trữ ngày 9 tháng 8 năm 2021 tại Wayback Machine, Result Lưu trữ ngày 4 tháng 8 năm 2021 tại Wayback Machine